# Compiler: Prinzipien, Techniken und Werkzeuge
Compiler: Prinzipien, Techniken und Werkzeuge (Titel der Originalausgabe Compilers: Principles, Techniques, and Tools) ist ein Informatik-Sachbuch von Alfred V. Aho, Monica S. Lam, Ravi Sethi und Jeffrey D. Ullman, über den Compilerbau für Programmiersprachen. Erstmals 1986 erschienen, wird das Buch weithin als das klassische Standardwerk zu Compilertechnologie anerkannt.
Für Generationen von Informatikern ist dieses Buch unter dem Namen Dragon Book („Drachenbuch“) geläufig, da das Cover einen Ritter und einen Drachen im Kampf zeigt, eine Metapher für die Überwindung von Komplexität.

## Erstausgabe
Die Erstausgabe (1986) wird red dragon book, engl. „rotes Drachenbuch“ genannt, um es von der zweiten Auflage zu unterscheiden. Themen der Erstausgabe umfassen:
- Compiler-Architektur
- Lexikalische Analyse (einschließlich Reguläre Ausdrücke und endliche Automaten)
- Syntaxanalyse (einschließlich kontextfreie Grammatik, LL-Parser, Bottom-up-Parsers und LR-Parser)
- Syntaxgetriebene Übersetzung
- Typenprüfung (einschließlich Typumwandlung und Polymorphie)
- Laufzeitumgebung (einschließlich Parameterübergabe, Symboltabellen und Registerzuteilung)
- Codegenerierung (einschließlich Zwischencode)
- Codeoptimierung

## Zweite Ausgabe
Monica S. Lam von der Universität Stanford wurde Mitautorin für die zweite Ausgabe.
Die zweite Ausgabe beinhaltet verschiedene zusätzliche Themen, einschließlich:
- Getriebene Übersetzung
- neue Datenflussanalyse
- Parallelmaschinen
- Garbage Collection
- neue Fallstudien

## Überarbeitete zweite Ausgabe
Um jüngste Entwicklungen und Themen abzudecken, erschien eine überarbeitete zweite Auflage bei Pearson Education India am 4. Juli 2023, mit Beiträgen von Sorav Bansal. Diese Ausgabe beinhaltet zusätzliche Kapitel zu Semantik von Programmiersprachen und undefiniertem Verhalten.